# 1950 w polityce

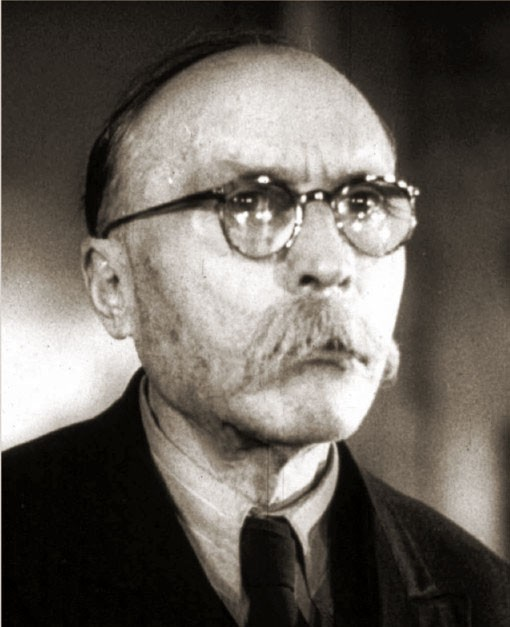
Kazimierz Pużak

Wydarzenia polityczne w 1950 roku.

## Styczeń
- 24 stycznia – Rajendra Prasad wygrał pierwsze wybory prezydenckie w Indiach[1].
- 26 stycznia:
  - Stany Zjednoczone i Korea Południowa podpisały układ o wzajemnej pomocy i obronie[1].
  - Wielka Brytania uznała niepodległość Pakistanu i Indii[1].

## Luty
- 1 lutego – urodził się Kazimierz Nycz, polski kardynał[2].
- 20 lutego – senator Joseph McCarthy rozpoczął „polowanie na czarownice” – w przemówieniu przedstawił przewinienia pracowników Departamentu Stanu oraz innych ważnych amerykańskich urzędów[1].

## Marzec
- 9 marca – urodził się Zbigniew Ćwiąkalski, polski prawnik i polityk[3].
- 21 marca – urodził się Jerzy Jaskiernia, działacz PZPR[4].

## Kwiecień
- 30 kwietnia – w więzieniu w Rawiczu zmarł Kazimierz Pużak, polski socjalista[5].

## Maj
- 9 maja – francuski minister spraw zagranicznych Robert Schuman wygłosił deklarację, która zapoczątkowała budowę Wspólnoty Europejskiej[1].
- 21 maja – urodziła się Wiesława Ziółkowska, ekonomistka i posłanka[6].
- 30 maja – urodził się Krzysztof Cugowski, wokalista i senator PiS[7].

## Czerwiec
- 11 czerwca – urodził się Krzysztof Janik, minister spraw wewnętrznych[8].
- 23 czerwca – przywódca Korei Północnej Kim Ir Sen wydał rozkaz zaatakowania Korei Południowej[1].
- 25 czerwca – Korea Północna zaatakowała Koreę Południową, początek wojny koreańskiej[1].
- 28 czerwca – Korea Północna opanowała Seul[1].

## Lipiec
- 6 lipca – w Zgorzelcu premier Polski Józef Cyrankiewicz i premier NRD Otto Grotewohl podpisali układ o uznaniu polsko-niemieckiej granicy na Odrze i Nysie Łużyckiej[1].
- 21 lipca – Sejm polski uchwalił plan sześcioletni[1].

## Sierpień
- 1 sierpnia – Leopold III, król Belgów, abdykował[9].
- 10 sierpnia – zmarł Tadeusz Tomaszewski, premier polskiego rządu na obczyźnie (1949–1950)[10].
- 12 sierpnia – urodził się Jerzy Konieczny, szef UOP[11].

## Wrzesień
- 4 września – generał Dwight David Eisenhower wygłosił przemówienie, w którym zapowiedział emisje audycji radiowych propagujących ideały wolności, zasady demokracji i prawdę historyczną („Krucjata Wolności”)[1].

## Październik
- 7 października – chińskie jednostki wkroczyły do Tybetu[1].
- 24 października – w Paryżu ogłoszono główne tezy tzw. planu Plevena. Plan zakładał utworzenie wspólnej europejskiej armii oraz włączenie wojsk Niemiec Zachodnich w struktury Europejskiej Wspólnoty Obronnej[1].

## Listopad
- 9 listopada – został aresztowany Emil Fieldorf „Nil”[12].

## Grudzień
- 10 grudnia – Pokojową Nagrodę Nobla otrzymał Ralph Bunche[1].